# Рейналдо Роза дос Сантос
Рейналдо Роза дос Сантос (порт. Reinaldo Rosa dos Santos, нар. 1 липня 1976, Белу-Оризонті) — бразильський футболіст, що грав на позиції нападника.

## Клубна кар'єра
Народився 1 липня 1976 року в місті Белу-Оризонті. Вихованець футбольної школи клубу «Атлетіко Мінейру». Дорослу футбольну кар'єру розпочав 1993 року в основній команді того ж клубу, в якій провів три сезони, взявши участь у 35 матчах чемпіонату. У складі «Атлетіко Мінейру» був одним з головних бомбардирів команди, маючи середню результативність на рівні 0,37 голу за гру першості.
Згодом з 1995 по 2006 рік грав у складі великої кількості бразильських клубів, зокрема 1997 року допоміг «Крузейру» виграти Кубок Лібертадорес, а з «Атлетіко Мінейру» та «Брагантіно» ставав чемпіоном штату. Крім цього недовго виступав за кордоном, граючи за бельгійський «Андерлехт», італійську «Верону» такатарський «Аль-Арабі».
Завершив ігрову кар'єру у бразильському клубі «Віла-Нова», за який виступав протягом 2007 року.

## Виступи за збірну
1995 року у складі молодіжної збірної Бразилії поїхав на молодіжний чемпіонат Південної Америки в Болівії, де допоміг свої команді здобути титул континентального чемпіона. Цей результат дозволив команді разом з Рейналдо поїхати і на молодіжний чемпіонат світу 1995 року в Катарі, де Рейналдо зіграв у 5 офіційних матчах і в грі проти Сирії (6:0) відзначився хет-триком, здобувши в підсумку з командою срібні нагороди турніру.

## Титули і досягнення
- Переможець Ліги Мінейро (2):

«Атлетіко Мінейру»: 1993, 1995
- Переможець Ліги Пауліста (1):

«Палмейрас»: 1996
- Переможець Ліги Каріока (1):

«Брагантіно»: 1998
- Володар Кубка Лібертадорес (1):

«Крузейру»: 1997
- Чемпіон Південної Америки (U-20): 1995